# Aciphylla squarrosa
Aciphylla squarrosa là một loài thực vật có hoa trong họ Hoa tán. Loài này được J.R.Forst. & G.Forst. mô tả khoa học đầu tiên năm 1775.